# Ministerio de Economía y del Trabajo (Finlandia)
El Ministerio de Economía y del Trabajo (en finés: Työ- ja elinkeinoministeriö (TEM); en sueco: Arbets- och näringsministeriet) es uno de los ministerios del gobierno finlandés. El ministerio implementa políticas industriales, laborales y de desarrollo local. 
Hay dos carteras ministeriales ubicadas dentro del ministerio:
- Ministro de Economía
- Ministro del Trabajo

El ministerio se formó en 2008 mediante la fusión del antiguo Ministerio del Trabajo (työministeriö), el antiguo Ministerio de Comercio e Industria (kauppaja teollisuusministeriö) y partes del Ministerio del Interior (sisäministeriö) relacionadas con la administración local. El primer ministro de Economía fue Mauri Pekkarinen y el primer ministro del Trabajo fue Tarja Cronberg. La combinación se llamó superministeriö porque era muy grande y diversa. La intención de la fusión era asegurar que la política laboral y la política industrial, así como otras, como la política de inmigración y la política regional, estén coordinadas y no fueran por caminos separados. 
El ministerio gestiona 15 oficinas locales de empleo y de economía, 15 centros locales para el desarrollo económico, transporte y el medio ambiente y una serie de agencias nacionales independientes.

## Historia

### Ministerio de Industria y Comercio
La tarea del Departamento de Comercio e Industria, que inició sus operaciones el 1 de octubre de 1888, era encargarse de los asuntos del Gran Ducado de Finlandia relacionados con el comercio, el transporte marítimo, los servicios de pilotaje y de faros, los levantamientos hidrográficos, el establecimiento de puertos, limpieza de calles, tráfico de obras mineras y siderúrgicas, aserraderos, aserraderos, fábricas, ocupaciones y artesanías, establecimiento de obras sanitarias, producción de licores y licores de malta y fiscalidad de estas industrias, así como la agencia de patentes, compañías de seguros, establecimientos educativos para el comercio, el transporte y la industria, y la legalización de sociedades limitadas constituidas para diversos fines. En virtud de un decreto emitido el 27 de noviembre de 1918, los nombres de los departamentos se cambiaron a ministerios. El Departamento de Comercio e Industria se convirtió en Ministerio de Comercio e Industria.

### Ministerio del Trabajo
El servicio público de empleo finlandés comenzó en 1903. Al inicio, las operaciones sólo se concentraron en ciudades más grandes, En la década de 1930, el Estado tomó el control del desempleo, cuya responsabilidad de los asuntos laborales recayó  en el Ministerio de Transporte y Obras Públicas. En 1970, el Ministerio de Trabajo se formó a partir del Departamento de Trabajo del ministerio antes mencionado. Las responsabilidades del Ministerio aumentaron en 1997 con respecto a los asuntos de refugiados y solicitantes de asilo, así como los asuntos de migración.